# 苏尔坦普尔洛迪
苏尔坦普尔洛迪（Sultanpur Lodhi），是印度旁遮普邦Kapurthala县的一个城镇。总人口15653（2001年）。

## 人口
该地2001年总人口15653人，其中男性8389人，女性7264人；0—6岁人口1725人，其中男986人，女739人；识字率70.56%，其中男性为73.11%，女性为67.62%。